# Chorus (Eberhard Weber)
Chorus è un album in studio del bassista e compositore tedesco Eberhard Weber, in collaborazione con Jan Garbarek e Ralf-R. Hübner. Registrato nel settembre 1984 presso i Tonstudio Bauer di Ludwigsburg, è stato pubblicato lo stesso anno.

| Recensione | Giudizio |
| ---------- | -------- |
| AllMusic   | [ 1 ]    |

## Tracce
Tutte le composizioni di Eberhard Weber.
1. Part I – 7:32
2. Part II – 5:31
3. Part III/IV – 8:03
4. Part V – 3:23
5. Part VI – 7:52
6. Part VII – 8:05

## Formazione
- Eberhard Weber – contrabbasso, sintetizzatore
- Jan Garbarek – sassofono soprano, sassofono tenore
- Ralf-R. Hübner – batteria
- Manfred Hoffbauer – clarinetto, flauto
- Martin Künstner – oboe, corno inglese